# Strangalia melampus
Strangalia melampus là một loài bọ cánh cứng trong họ Cerambycidae.